# ロマン・イゴレヴィチ (ガーリチ公)
ロマン・イゴレヴィチ（ロシア語: Роман Игоревич、? - 1211年）は、ノヴゴロド・セヴェルスキー公イーゴリの子（母はエフロシニヤ）の子である。ズヴェニゴロド公：1206年 - 1211年、ガーリチ公：1208年 - 1210年、1211年。

## 生涯
1205年、ザビホストの戦い(ru)においてガーリチ・ヴォルィーニ公ロマンが戦死すると、その幼い後継者であったダニールは、ハンガリー王アンドラーシュ2世の支援の下しばらくは公位を維持したが、1206年にガーリチから追放された。ロマンは2人の兄弟と共に、ガーリチ・ヴォルィーニ公国の獲得に成功し、兄弟と共に公位を分割して即位した。すなわち、ウラジーミルのガーリチ公、スヴャトスラフ(ru)のヴォルィーニ公、ロマンのズヴェニゴロド公である。
しかし1208年にはロマンはハンガリー王国と結んでガーリチを攻め落とし、兄ウラジーミルをプチヴリへと追放した。ただし1210年にウラジーミルは帰還し、以降は共同統治を行った。ロマンら兄弟は、自身の権力を承認させるために、自分たちに不満を持つガーリチの貴族たち（ボヤーレ）に迫害を加えたが、最終的には公国内での支持を失った。1211年、ポーランド・ハンガリー連合軍によってウラジーミルは子と共に追放された。ロマンはズヴェニゴロドにおいて、スヴャトスラフはペレムィシュリにおいてそれぞれ捕縛された。ガーリチ公位にはダニール（上記のダニール）が就き、ロマン、スヴャトスラフ（そしておそらく兄弟のロスチスラフも）は絞首刑に処された。